# Guatteria diospyroides
Espèce
Synonymes
- Guatteria diospyroides subsp. hondurensis R.E.Fr.[1]

Guatteria diospyroides est une espèce de plantes de la famille des Annonaceae.

## Liste des sous-espèces
Selon Tropicos (10 avril 2019) (Attention liste brute contenant possiblement des synonymes) :
- sous-espèce Guatteria diospyroides subsp. diospyroides
- sous-espèce Guatteria diospyroides subsp. hondurensis R.E. Fr.

## Publication originale
- Adansonia 8: 269. 1868.